# Jeanne Baret
Jeanne Baret (algumas vezes pronunciado Baré ou Barret) (La Comelle, 15 de julho de 1740 — Saint-Aulaye, 12 de agosto de 1807) foi membra da expedição de Louis Antoine de Bougainville nas fragatas francesas La Boudeuse (1766) e Étoile (1767), de 1766 a 1769. É reconhecida como a primeira mulher a circum-navegar o globo.
Jeanne Baret entrou para a expedição após se disfarçar de homem, alistando-se com o nome de Jean Baret. Era assistente do naturalista Philibert Commerson, sendo também uma excelente botânica.

## Biografia
Jeanne nasceu em 15 de julho de 1740 na vila de La Comelle, na região da Borgonha, no interior da França. Seu registro de batismo resistiu ao longo dos séculos e a identifica como filha legítima de Jean Baret e Jeanne Pochard. Seu pai era trabalhador braçal e, provavelmente, não sabia ler ou escrever, já que não assinou o registro de batismo da filha.
Pouco ou quase nada se sabe de sua infância ou adolescência. O que se sabe sobre sua vida foi o que ela contou para Louis Antoine de Bougainville durante as expedições. Jeanne contou que foi abandonada em um orfanato e perdeu seu dinheiro em um processo antes de ter se disfarçado de homem para poder navegar. Apesar de parecer possível que ela fosse órfã devido à baixa expectativa de vida da época, muito pode ter sido inventado para poder inocentar o marido de cumplicidade em seu disfarce. A região da Borgonha era uma das províncias mais pobres da França e é provável que a família de Jeanne fosse também.
O que não se sabe é como Jeanne conseguiu a educação que tinha, já que existem documentos legais assinados por ela, que mostram que ela sabia ler e escrever. Biógrafos divergem sobre como ela poderia ter recebido instrução, se por parte da mãe, que seria uma camponesa huguenote ou se um padre da paróquia local, por caridade, a teria ensinado.

## A relação com Philibert Commerson
Em algum momento de 1760 e 1764, Jeanne foi contratada como governanta na casa de Philibert Commerson, em Toulon-sur-Arroux, cerca de 20km ao sul de La Comelle, logo após o casamento de Philibert. Sua esposa, irmã do pároco local, morreu depois de dar à luz a um menino em abril de 1762 e Jeanne tomou conta da administração da propriedade a partir desse evento, se não antes.
A relação de Jeanne e Philibert se tornou bastante íntima com a morte de sua esposa, pois Jeanne ficou grávida em 1764. A lei francesa naquela época exigia que as mulheres grávidas fora do casamento obtivessem um "certificado de gravidez" no qual pudessem nomear o pai do seu filho por nascer. No certificado de agosto de 1764, que resistiu ao tempo, foi preenchido em uma cidade a 30 km de distância, testemunhada por dois homens. Ela se recusou a dizer o nome do pai de seu filho, mas historiadores não têm dúvida de que o pai era Philibert Commerson e ele teria arrumado as duas testemunhas para o certificado.
Pouco depois, ambos se mudaram para Paris, onde ela continuou com seu trabalho de governanta, mas usava o nome de "Jeanne de Bonnefoy" nessa época. Seu filho, nascido em dezembro de 1764, foi chamado de Jean-Pierre Baret, nascido em um hospital na capital francesa. Ele foi dado para uma mãe adotiva, mas faleceu no verão de 1765. O filho legítimo de Philibert foi entregue aos cuidados de seu cunhado, em Toulon-sur-Arroux e nunca mais viu o pai.
Em 1765, Philibert foi convidado a participar da expedição de Louis Antoine de Bougainville, relutando em aceitar devido sua saúde frágil, o que o fez requisitar a assistência de Jeanne como sua enfermeira, bem como a responsável por seus documentos e coleções de espécimes. Sua nomeação lhe permitia um servo, pago como uma despesa real, mas as mulheres foram completamente proibidas de servir em navios da marinha francesa. Por isso, em algum momento, surgiu a ideia de se disfarçar de homem para poder acompanhá-lo na expedição. Para evitar questionamentos, ela se juntou à tripulação imediatamente antes da partida, para parecer completamente alheia a Philibert.
Antes de deixar Paris, Philibert fez um testamento, onde deixou a "Jeanne Baret, conhecida como Bonnefoi, minha empregada", um montante fixo de 600 libras, juntamente com os salários atrasados e os móveis de seu apartamento em Paris. Assim, enquanto a história que Jeanne preparou para auxiliar Bougainville a explicar sua presença a bordo do navio foi cuidadosamente projetada para proteger Philibert Commerson do envolvimento, há clara evidência documental de sua relação anterior, e é altamente improvável que Philibert não fosse cúmplice.

## A expedição
A expedição zarpou do porto de Rochefort no final de dezembro de 1766. Jeanne e Philibert foram designados para a Étoile. Devido à grande quantidade de equipamento que Philibert trouxe a bordo, o capitão do navio, François Chesnard de la Giraudais, entregou sua própria cabine a ele e seu "assistente". Isso deu a Jeanne maior privacidade que de outra forma não teria em um navio lotado, tendo inclusive um banheiro privativo.
Louis Antoine de Bougainville mantinha um diário da expedição, que é responsável por muitas das informações que se têm hoje sobre Jeanne. Há também os diários de Philibert e de Pierre Duclos-Guyot; e o diário do Príncipe de Nassau-Siegen, João Maurício de Nassau, passageiro do navio Boudeuse; e o diário de François Vivès, cirurgião do Étoile, que tem um material vasto sobre Jeanne, mas também problemático devido ao seu mau relacionamento com Philibert durante a expedição. O cirurgião não poupou comentários maldosos para os dois.
Philibert não teve uma expedição fácil, ficando doente várias vezes e sofrendo de uma úlcera recorrente na perna por boa parte da viagem. Jeanne deve ter passado boa parte do tempo tendo que cuidar dele. Até a expedição chegar a Montevidéu, havia pouco a se fazer no navio. Em terra firme, eles coletaram espécimes em montanhas e nas planícies, com Jeanne sendo responsável pela coleta e por carregar suprimentos. No Rio de Janeiro, tudo como perigoso, já que o capelão do Étoile foi morto logo após a chegada, Philibert ficou confinado ao navio até sua perna se curar, mas ainda assim eles conseguiram coletar uma espécie de videira, chamada Bougainvillea, hoje conhecida como primavera.
Na segunda visita ao Uruguai, eles tiveram oportunidade de visitar a Patagônia enquanto os navios esperavam condições mais favoráveis para cruzar o Estreito de Magalhães. Nesta visita, Jeanne ficou famosa por auxiliar Philibert em uma excursão sobre terreno difícil e ficou conhecida por sua coragem, ainda que por seu nome masculino. Era comum Philibert chamar seu assistente de "burro de carga", tamanho o volume de rochas, plantas, conchas e animais coletados na expedição que Jeanne, posteriormente, ajudou a organizar e a catalogar nas semanas seguintes, enquanto os navios seguiam para o Oceano Pacífico.
Os relatos divergem sobre o momento em que o sexo de Jeanne foi descoberto pela tripulação. Segundo Bougainville, os rumores de que o assistente de Philibert seria uma mulher começaram a correr depois de um tempo de viagem, mas os rumores só foram confirmados quando eles chegaram ao Taiti, em abril de 1768. Assim que Jeanne e Philibert chegaram em terra firme, foram cercados pelos nativos que logo apontaram que Jeanne era uma mulher, o que a fez retornar ao navio às pressas. Bougainville registrou o incidente em seu diário semanas depois do que aconteceu, onde teve tempo para entrevistar Jeanne.
O cirurgião do navio, Vivès, registrou em seu diário a especulação sobre a verdadeira identidade de Jeanne e que ela dizia ser um eunuco quando confrontada pelos colegas da tripulação. Ele também descreveu um incidente na Irlanda, onde ela foi pega semi-nua, o que é parcialmente corroborado em outros diários, sem muitos detalhes.
Depois de cruzar o oceano Pacífico, a expedição precisava desesperadamente de comida. Após uma parada para suprimentos nas Índias Orientais Holandesas, os navios fizeram uma parada mais longa nas Ilhas Maurício, no Oceano Índico, uma importante colônia francesa. Philibert encontrou um velho amigo e colega botânico, Pierre Poivre, que era governador das ilhas. Jean ficou com Philibert como convidado do governador, algo provavelmente encorajado por Bougainville para poder se livrar de uma provável acusação de ter uma mulher a bordo.
Na Maurícia, Jeanne continuou seu papel de assistente de Philibert e governanta. Provavelmente, ambos fizeram várias expedições em Madagascar e na Ilha Reunião. Philibert continuou tendo problemas de saúde e acabou falecendo em fevereiro de 1773. Seus recursos financeiros diminuíram muito nessa estadia. Enquanto isso, Pierre Poivre foi chamado de volta a Paris e Jeanne ficou sem meios de retornar à França para reivindicar o testamento de Philibert.

## Últimos anos e morte
Após a morte de Philibert, Jeanne encontrou trabalho em uma taverna em Port Louis por um tempo. Em 17 de maio de 1774, ela casou-se com Jean Dubernat, um oficial não-comissionado do exército francês que fez uma parada na ilha a caminho da França. Não há registro de como o casal chegou à França, nem de quando ela terminou sua viagem de circunavegação. Acredita-se que foi em algum momento de 1775. Em abril de 1776, ela recebeu o dinheiro que constava no testamento de Philibert Commerson. Com esse dinheiro, ela se estabeleceu com seu marido em sua vila natal Saint-Aulaye, onde Dubernat arrumou emprego como ferreiro.
Em 1785, Jeanne começou a receber uma pensão de 200 libras por ano, concedida pelo Ministério da Marinha francês, por sua contribuição com a expedição de Bougainville. Segundo o registro do ministério:
| “ | Jeanne Barré, por meio de um disfarce, circunavegou o globo em um dos navios comandados por Sr. Bougainville. Ela dedicou-se, em particular, a ajudar o Sr. Commerson, naturalista e botânico, e compartilhou com grande coragem os trabalhos e os perigos desta jornada. Seu comportamento era exemplar e o Sr. Bougainville se refere a ela com todo mérito ... Sua Senhoria tem sido gentil o suficiente para conceder a esta extraordinária mulher uma pensão de duzentas libras por ano a ser retirada do fundo para militares inválidos e esta pensão será paga a partir de 1 de Janeiro de 1785. | ” |

Jeanne faleceu em 12 de agosto de 1807, em Saint-Aulaye.

## Legado
Philibert Commerson nomeou diversas plantas coletadas na expedição homenageando amigos e conhecidos. Uma delas, foi nomeada em homenagem a Jeanne, a Solanum baretiae, da família das Solanaceae, a mesma do tomate.